# Сатјаџит Рај
Сатјаџит Рај (енгл. Satyajit Ray; Колката, 2. мај 1921 — Колката, 23. април 1992) је био индијски филмски редитељ, илустратор, графички дизајнер и филмски критичар. Био је један од највећих филмских стваралаца 20. века. Режирао је укупно 37 играних, документарних и кратких филмова. За своје дебитантско остварење, филм Песма малог пута из 1955. године, добио је 11 међународних награда укључујући и једну са Канског фестивала. Током каријере је примио велики број награда и признања, укључујући и Оскара за животно дело кога је добио три недеље пре смрти.

## Живот и каријера

### Младост и позадина
Сатјаџит Рајово порекло се може пратити уназад најмање десет генерација. Рајов деда, Упендракишоре Рај Човхури је био писац, илустратор, филозоф, издавач, аматерски астроном и вођа Брахмо Самаја, религиозног и друштвеног покрета у Бенгалу деветнаестом веку. Такође је упоставио штампарију под називом У. Рај и синови, што је био кључни утицај у Сатјаџитовом животу. Сукумар Рај, Упендракишоров син и Сатјаџитов отац, је био пионирски бенгалски писац бесмислене риме (Абол Табол) и литературе за децу, илустратор и критичар. Сукумар и Супрабха Рај су добили сина Раја у Колкати.
Сукумар Рај је умро кад је Сатјаџит једва имао три године, и фамилија се издржавала од малог прихода Супрабхе Рај. Рај је похађао државну средњу школу Балиганџ у Колкати, и завршио је економски факултет на Председничком колеџу у Колкати који је тада био у афилијацији са универзитетом у Колкати, мада га је увек превасходно интересовала уметност. Године 1940. је његова мајка инсистирала да он студира на Висва-Бхарати универзитет у Сантиникетану, који је основао Рабиндранат Тагор. Рај је био невољан због своје љубави према Колкати, и ниског мишљења о интелектуалном животу Сантиникетану. Убеђивање његове мајке и његово поштовање за Тагора су коначно превагнули. У Сантиникетану, Рај се упознао са оријенталном уметношћу. Касније је признао да је много научио од познатих сликара Нандалала Босеа и Бенода Бехарија Мукерџија. Касније је снимио документарни филм, The Inner Eye о Мукерџију. Његове посете Аџантским, Елорским и Елефантским пећинама су стимулисале његово обожавање Индијске уметности.
Године 1943, Рај је почео да ради за Д.Ј. Кејмера, Британску огласну агенцију, као „јуниорски приказивач“, зарађујући осам рупија месечно. Мада је он волео графички дизајн и углавном је добро подносио пут, постојала је нетрпељивост између британских и индијских запослених у фирми. Британци су били боље плаћени, и Рај је сматрао да су „клијенти били генерално глупи“. Касније је Рај такође радио за Signet Press, нову издавачку кућу коју је основао Д. К. Гупта. Гупта је тражио да Рај креира дизајне насловних страна за књиге које је фирма објављивала и дао му је комплетну уметничку слободу. Рај је дизајнирао насловне стране за многе књиге, укључујући Џибанананда Дасову Баналата Сен, и Rupasi Bangla, Бибхутибхушан Бандиопадјајев Чандер Пахер, Џим Корбетов Људождери Кумаона, и Џавахарлал Нехруово Откриће Индије. Он је радио на дечијој верзији Патер Панчалија, класичној Бенгалској новели Бибхутибхушан Бандјопадјаја, преименованој као Aam Antir Bhepu (Звиждук манга). Дизајнирајуње насловних страна и илустровање књига је оставило дубок утицај на Раја. Он је користио та исткуства као предмет свог првог филма, а у филму се могу видети и неке од његових илустрација.
Заједно да Чидананда Дасгуптом и другима, Рај је основао Филмско друштво Колкате 1947. године. Они су приказили мноштво страних филмова, многе од којих је Рај гледао и озбиљно студирао. Он се спријатељио се са америчким војницима стационираним у Колкати током Другог светског рата, који су га информирали о најновијим америчким филмовима који се се приказивали у граду. Он се упознао са  службеником, Норманом Кларом, који су диелио Рајову страст за филмове, шах и западну класичну музику.
Године 1949, Рај је оженио Бијоју Дас, његову рођаку и дугогодишњу девојку. Пар је имао сина, Сандипа, који је сада филмски режисер. Исте године, франсуски режисер Жан Ренуар је дошао у Колкату да сними свој филм Река. Рај му је помогао да нађе локацију на селу. Рај је поменуо Ренуару своју идеју о снимању Патера Панчалија, која је дуго била на његовом уму, и Ренуар га је охрабрио до то уради. Године 1950, Д.Ј. Кејмер је послао Раја у Лондон да ради у седишту фирме. Током три месеца у Лондону, Рај је гледао 99 филма. Међу њима је био неореалистички филм Ladri di biciclette (Крадљивци бицикла) (1948) режисера Виториа де Сика, који је оставио веома дубок утисак на њега. Рај је касније казао да је изашао из биоскопа одлучан да постане филмски стваралац.

### Апу године (1950–59)
Рај је одлучио да користи Песму малог пута (1928), класични образовни роман бенгалске литературе, као основу за свој први филм. Семи-аутобиографски роман описује одрастање Апуа, малог дечака у бенгалском селу.
Рај је сакупио неискусан тим, иако су његов камерман Субрата Митра и уметнички директор Банси Чандрагупта касније постали познати. Постава се углавном састојала од аматерских глумаца. Он је почео са снимањем крајем 1952 користећи своју уштеђевину, надајући се да ће моће да сакупи још новца након што се неки делови сниме, али није успео у томе. Последица тога је била да је Рај снимио Песму малог пута током периода од три године, што је необично дуг период. Сегменти су снимани након што би он или његов водитељ производње Анил Човдхури успели да прикупе додатна средства. Он је одбијао финансирање из извора који су желели да промене сценарио или да надзиру продукцију. Он је игнорисао савете владе да инкорпорира срећан крај, мада је примио финансијску помоћ која му је омогућила да заврши филм. Рај је показао један рани филмски одломак америчком редитељу Џону Хјустону, који је био у Индији у потрази за локацијама за филм Човек који је хтео да буде краљ. Одломак је био визија коју Апу и његова сестра имају у возу који пролази кроз сеоски предео, једина секвенца коју је Рај до тада снимио услед свог малог буџета. Хјустон је напоменуо Монроу Вилеру у Музеју модерне уметности у Њујорку (MOMA) да је велики таленат био на хоризонту.

## Оставштина
Сатјаџит Рај је културна икона у индијским и бенгалским заједницама широм света. Након његове смрти, у граду Колкати је дошло до виртуалног застоја, пошто су се стотине хиљада људи окупиле око његове куће да одају последњу почаст. Сатјаџит Рајов утицај је био широк и дубок у бенгалској кинематографији; бројни бенгалски режисери, укључујући Апарна Сенаја, Ритупарно Гоша и Гутама Гуса, као и Вишал Бардвај, Дикабар Банерђи, Шјам Бенегал и Суђој Гош из хиндуске кинематографије у Индији, Тарик Месуд и Танвир Мокамед у Бангладешу, и Анил Ахмед у Енглеској, су били под утицајем његовог филмског доприноса. Широм спектра, филмски ствараоци као што су Будхадеб Дасгупта, Мринал Сен и Адур Гапалакришнан су признали његове семиналне доприносе индијској кинематографији. Изван Индије, филмски ствараоци као што су Мартин Скорсезе, Франсис Форд Копола, Џејмс Ајвори, Абас Кјаростами, Елија Казан, Франсоа Труфот, Карлос Сора, Ајсао Такахата, Вес Андерсон, Дани Бојл и многи други запажени филмски ствараоци широм света су били под утицајем његовог филмског стила, а мноштво других, попут Акире Куросаве, хвалили су његов рад. Филм Грегора Наве из 1995. године Моја фамилија има финалну сцену која поновила сцену из Апура Сансара. Рад Ајре Сакса из 2005 године Forty Shades of Blue је био слободна прерада филма Charulata. Низ других референци на Рајове филмове је исто тако доступан, на пример, у недавним радовима као што су Sacred Evil, Трилогији елемената Дипа Мехте. Према Мајклу Срагову из часописа The Atlantic Monthly, младалачке адолесцентне драме које су преплављивале уметничке куће од средине педесетих су у знатној мери следбеници стила уведеног радом Апу трилогија. Та трилогија је такође увела технику одбијеног осветљења. Филмом Kanchenjungha (1962) је уведена наративна структура која подсећа на каснију хиперповезану кинематографију. Филм Pratidwandi (1972) је допринео зачетку фото-негативских, ретроспекцијских и дигресијских X-зрачних техника.
Заједно са Мадабијем Мукерјиом, Rај је био прва индијска филмска фигура која се појавила на страним поштанским маркама (Доминика).
Многи књижевни радови садрже референце на Раја или његов рад, укључујући Сол Белоуов роман Херзог и Ј. М. Куцијев роман Младост. Салман Рушдијево дело Haroun and the Sea of Stories садржи карактере риба са именима Гупи и Баха, што је вид одавања поштовања Рајовим фантазијским филмовима. Године 1993. је универзитет Санта Круз је успоставио Сатјаџит Рајову филмску и студијску колекцију, а 1995 године је влада Индије успоставила Сатјаџит Рајов филмски и телевизијски институт за студије везане за филм. Године 2007. је ББЦ објавио да ће две Фелуда приче бити прерађене у радио програме. Током Лондонског филмског фестивала, регуларна „Сатјаџит Рајова награда“ се додељује за дебитантске филмске директоре чији је филм најбоље забележио „уметност, саосећање и човечанство Рајове визије“. Вес Андерсон је изјавио да је Рај имао утицај на његов рад; његов филм из 2007. године, The Darjeeling Limited, постављен у Индији, био је посвећен Рају. Рај је исто тако био графички дизајнер, те је дизајнирао већину својих филмских постера, комбинујући народну уметности и калиграфију ради обраде тема у широком опсегу од мистериозних, надреалистичних до комичних; једна изложба његових постера је одржана на Британском филмском институту 2013. године.
Године 2016, током снимања филма Double Feluda, Сатјаџитов једини син, Сандип Рај, је снимио познату библиотеку свог оца.